# Soltjärnen (Vänjans socken, Dalarna)
Soltjärnen är en sjö i Mora kommun i Dalarna och ingår i Dalälvens huvudavrinningsområde.